# Stylaster solidus
Stylaster solidus är en nässeldjursart som beskrevs av Hjalmar Broch 1935. Stylaster solidus ingår i släktet Stylaster och familjen Stylasteridae. Inga underarter finns listade i Catalogue of Life.